# Louise Jacobson
Louise Jacobson (n. 24 decembrie 1924, Paris, Franța – d. 18 februarie 1943, Lagărul de exterminare Auschwitz-Birkenau, Germania Nazistă) a fost o adolescentă franceză evreică moartă în lagărul de concentrare din Auschwitz în timpul celui de al Doilea Război Mondial și care a lăsat o mulțime de scrisori rudelor sale.

## Biografie
Louise Jacobson a fost fiica lui Salman Jacobson și Golda Veldsland ; născută la Paris, în 1924, naturalizată în anul următor. Studia la Lycée du Cours de Vincennes (azi Lycée Hélène-Boucher) și pregătea diplomă de licență când, la sfârșitul lunii august 1942, o scrisoare anonimă o denunță și este arestată la ea acasă, Rue des Boulets nr.8, în arondismentul 11 din Paris, de către poliția franceză pentru că nu a purtat steaua galbenă. În acest timp, sora sa Nadia se afla în Zona liberă; mama sa va fi, de asemenea, închisă în urma acestui denunț. Louise este dusă la închisoarea din Fresnes, internată în lagărul de concentrare de la Drancy și apoi deportată pe 13 februarie 1943. 
A murit gazată în Auschwitz pe 18 februarie 1943, la doar optsprezece ani, lăsând în urmă șase luni de scrisori redactate în timpul captivității sale, și destinate familiei și prietenilor săi, într-o culegere (douăzeci și una de scrisori scrise la Fresnes și șase la Drancy, din data de 1 septembrie 1942 până la 13 februarie 1943) care a fost publicată de sora ei Nadia Kaluski-Jacobson în 1997, cu o prefață de Serge Klarsfeld.
A fost numită „Anne Frank franceză”.

## Moștenirea literară
Patrick Modiano în romanul său Dora Bruder , publicat în 1997 dedicat poveștii similare a unui tânăr evreu parizian care a murit deportat – o  menționează  pe Louise Jacobson și dă transcrierea raportului poliției asupra arestării în casa ei de către inspectorii Curinier și Lasalle pe 1 septembrie 1942..
Scrisorile Louisei Jacobson au făcut obiectul unei adaptări în teatru (Scrisorile Louisei Jacobson) de Alain Gintzburger cu Juliette Batlle în rolul Louisei.